# Angel Island
Angel Island est la plus grande île de la baie de San Francisco en Californie. Elle offre des vues spectaculaires sur la ville de San Francisco, les hauteurs du comté de Marin, ainsi que sur le mont Tamalpais. L'ile dans son ensemble se trouve au sein du parc d'État d'Angel Island (Angel Island State Park) et est à ce titre administrée par le California Department of Parks and Recreation. L'île fait partie des principaux points d'intérêts historiques de la Californie (California Historical Landmark).
Depuis sa création, elle est utilisée dans le cadre d’objectifs multiples, incluant la présence de forts militaires, la création de stations de quarantaine pour les services de santé publique américains (US public health service quarantine station), ainsi que la création d’un Bureau américain d'inspection de l'immigration et d'un centre de détention. La station d'immigration d'Angel Island (Angel Island Immigration Station), en service de 1910 à 1940 et située au nord-est de l'île, reçoit approximativement un million d'immigrants détenus par les autorités locales qui se font inspecter et examiner lors de leur arrivée aux États-Unis.

## Géographie

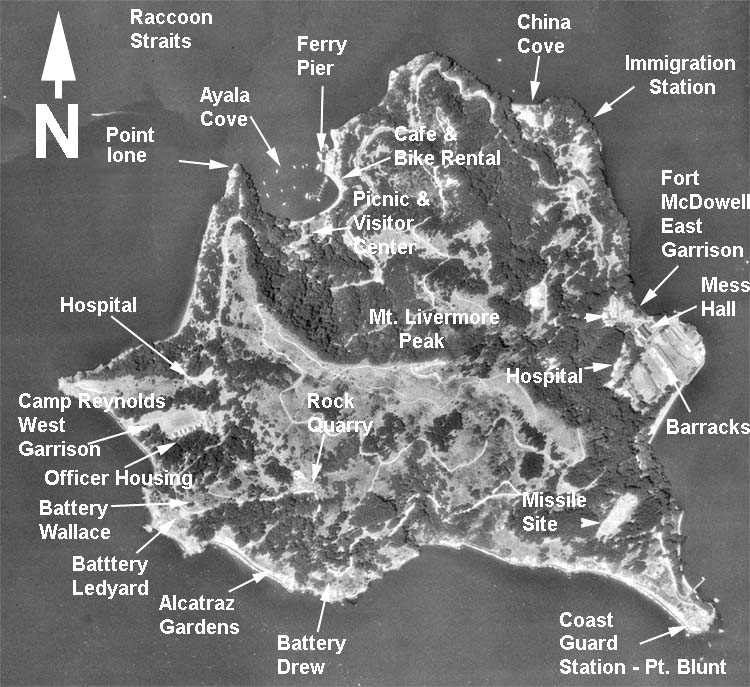
Vue satellite d'Angel Island.

Angel Island est la deuxième plus grande île de la zone de la Baie de San Francisco (Alameda étant la première). L'île est tellement large que lors d'une journée ensoleillée, Sonoma et Napa peuvent être vues à partir du côté Nord de l'île et la ville de San Jose depuis le côté Sud. Le point culminant de l'île, qui se trouve approximativement en son centre, est le mont Caroline Livermore, qui s'élève à la hauteur de 240 mètres (788 feet). L'île fait partie de la ville de Tiburon, dans le comté de Marin. Elle est séparée du territoire du comté de Marin par le détroit de Raccoon. Le Bureau du recensement des États-Unis rapporte un territoire d'une surface de 3,107 km2 (1,2 sq mi) ainsi qu'une population de 12 personnes.

## Histoire
Jusqu’à il y a environ dix mille ans, Angel Island était reliée au territoire continental. C’est l’élévation du niveau de la mer, à la fin de la période glaciaire, qui est la cause de cette séparation.  Il y a environ deux mille ans, Angel Island était renommée pour ses sites exceptionnels de pêche et de chasse pour la communauté Amérindienne de Coast Miwok. D’autres preuves similaires de peuplement de natifs Américains ont été trouvées aux alentours du territoire continental de la péninsule de Tiburon. En 1775, le vaisseau marin espagnol San Carlos, sous le commandement de Juan Manuel de Ayala, est entré le premier dans la baie de San Francisco. C’est au moment où Ayala a levé l’ancre vers Angel Island qu’il a décidé de lui donner son nom moderne (Isla de los Ángeles). Le navire s’est échoué sur une baie aujourd’hui connue sous le nom d’Ayala Cove.
Comme la majeure partie de la côte Californienne, Angel Island a bien souvent été utilisée pour l’élevage du bétail. En 1863, durant la guerre de Sécession, l’armée américaine, effrayée par les attaques des bombardiers navals sur la ville de San Francisco, a décidé de construire des camps d’artillerie sur l’île, d’abord au Stuart (ou Stewart) Point, puis au Point Knox. René Edward De Russy (en) en était l’ingénieur en chef, et James Terry Gardiner (en) fut le concepteur et le superviseur de la construction. L’Armée a par la suite établi un camp sur l’île (aujourd’hui connu sous le nom de Camp Reynolds ou the West Garrison), camp qui a servi à plusieurs reprises de lieu de regroupement de soldats durant les campagnes américaines contre les tribus Amérindiennes de l’Ouest.

### Fort McDowell
C’est à la fin du XIXe siècle que l’armée américaine a pris la décision de transformer l’île entière et de la renommer “Fort McDowell”. Dans cet espace, l’armée a développé de nouvelles installations, telles que le East Garrison par exemple. Un espace de mise en quarantaine fut ouvert à Ayala Cove en 1891 (anciennement appelée Hospital Cove). Durant la guerre hispano-américaine, l’île a servi de décharge pour les troupes qui rentraient du Front. L’île a par la suite continué à être utilisée en tant qu’espace transitoire durant la première moitié du XXe siècle, notamment avec les troupes engagées dans la Première Guerre mondiale qui avaient pour habitude d’embarquer et de rentrer par cette île.
Au moment de la Seconde Guerre mondiale, le besoin de troupes dans le Pacifique a largement dépassé les besoins antérieurs. Les installations qui se trouvaient sur Angel Island furent agrandies. Ces infrastructures avaient déjà été élargies avant le début de la guerre. La construction du ferry de l’Armée nommé USAT General Frank M. Coxe (en), qui transportait les troupes de et vers Angel Island de façon régulière en est un exemple.
Le Fort McDowell était notamment utilisé comme centre de détention pour les immigrants Japonais, Allemands et Italiens qui séjournaient à Hawaii et qui avaient été arrêtés, puisqu’aux yeux des dirigeants américains, ils représentaient une source nouvelle de colonisateurs. Ces prisonniers étaient par la suite transférés au département de la Justice des États-Unis ainsi que dans des camps de l’Armée, qui eux se trouvaient sur le continent. Des prisonniers de guerre Japonais et Allemands étaient également détenus sur l’île, avant que les effectifs soient réduits au fur et à mesure de l’avancement de la Guerre, en raison des besoins croissants de place liés à l’immigration.
L’Armée a ensuite pris la décision de désaffecter ce poste militaire en 1947. Puis, en 1954, une station de missiles fut installée sur l’île. Les missiles furent ensuite enlevés en 1962, quand l’armée a finalement déserté de manière définitive l’île. Aujourd’hui, la rampe de lancement de missiles existe toujours, cependant la station qui se trouvait au sommet du Mount Caroline Livermore a été complètement retirée et le sommet de la montagne fut plus tard restauré et a retrouvé ses formes originales.

### La station d'immigration
En l’espace de 30 ans, de 1910 à 1940, la station d’immigration d’Angel Island a accepté plus d’un million d’immigrants Asiatiques entrant aux États-Unis, lui valant souvent le nom de “L'Ellis Island de l’Ouest”. À cause des restrictions de la loi d’exclusion des Chinois de 1882, de nombreux immigrants de Chine ont été contraints de passer plusieurs années sur l’île, en attendant de pouvoir finalement entrer aux États-Unis (légalement ou illégalement) ou d'être expulsé . Pendant cette période d’attente, de nombreux immigrants ont commencé à se frotter à la poésie, sculptant des passages de poèmes sur les murs de leurs habitations. Les Officiers responsables de la station ont tenté à de maintes reprises, allant jusqu’à sept fois entre 1910 et 1940, de recouvrir à l’aide de mastic ces poèmes. Ces tentatives se révélaient à chaque fois inefficaces, puisque le mastic finissait toujours par s’écailler. En 1940, un incendie fut à l’origine de la destruction du bâtiment de l’administration, étant à l’origine de la délocalisation de ce dernier dans la ville de San Francisco.
Le 18 janvier 1940, 512 officiers ayant survécu au naufrage du SS Columbus (en) accostèrent sur l’île, attendant leur retour pour l’Allemagne.
En 1964, la communauté asiatique a réussi à faire reconnaître la station d’immigration comme point d’intérêt historique (National Historic Landmark) par la Californie. Aujourd’hui, le Bureau d’Immigration d’Angel Island est reconnu fédéralement comme un site du patrimoine américain. Il fut rénové par le California State Parks, qui a rouvert ses portes le 16 février 2009.

## Angel Island State Park
En 1955, la Commission des parcs nationaux (California Department of Parks and Recreation) a donné l’autorisation aux parcs nationaux de Californie d’acheter 15 hectares de terrain autour d’Ayala Cove, permettant à Angel Island d’être reconnue comme parc national. D’autres hectares supplémentaires furent achetés quatre ans plus tard, en 1959. C’est en 1962 que le département de la Défense a pris la décision de reconnaître l’île dans son ensemble en tant que parc national.
Il existe un phare encore en activité sur l’île, le phare de Point Blunt, qui appartient à l’agence des garde-côtes des États-Unis (United States Coast Guard). Il existait aussi un autre phare, le phare de Point Stuart, qui est maintenant désactivé. 

### Écologie
Les deux principaux écosystèmes de l’île sont les prairies côtières et les broussailles côtières. On y trouve des espèces comme le chêne de Californie (Quercus agrifolia), le laurier de Californie (Umbellularia californica), le toyon (Heteromeles arbutifolia), l’arbousier d’Amérique (Arbutus menziesii), ou encore le noisetier à long bec (Corylus cornuta) ou le Polystic à épées (Polystichum munitum).
Beaucoup de personnes pensent que la tribu amérindienne des Miwoks lançait fréquemment des incendies afin d’agrandir ses prairies, aux dépens des forêts de l’île. Les prairies ainsi que les zones arbustives étaient réputées offrir des graines et des bulbes comestibles, capables de nourrir un grand nombre de cerfs.
Les militaires ont planté près de 10 hectares de Gommiers Bleus (Eucalyptus globulus) sur l’ile, pour servir de coupe-vent ainsi que de source de bois. Ces plantations avaient également un but esthétique et permettaient de contrôler les risques d’érosion. Dans les années 1980, l’espace couvert par les eucalyptus atteignait près de 35 hectares, soit un espace multiplié par 3. L’Agence des Parcs Nationaux de Californie a entrepris des études environnementales afin de retirer la majorité des eucalyptus de l’ile, dans le but de restaurer la flore originelle et de réduire les risques d’incendie. La proposition a engendré de nombreuses controverses et a été couverte par la presse locale, avant de finalement être acceptée en 1990. En l’espace de 7 ans, de 1990 à 1997, près de 32 hectares d’eucalyptus furent enlevés, pour être remplacés par des plantes qui avaient été cultivées dans des serres. Seuls 2 hectares furent conservés.
En plus de l’eucalyptus, on trouve sur l’île des plantations de pins de Monterey (Pinus radiata), de chêne-liège (Quercus suber), de Mimosa à bois noir (Acacia melanoxylon), de palmier des Canaries (Phoenix canariensis), d’Agave d’Amérique (Agave americana), de Cèdre du Japon (Cryptomeria japonica), de Cèdre blanc de Californie (Calocedrus decurrens), de Cèdre de l’Himalaya (Cedrus deodara), de Séquoia à feuilles d’If (Sequoia sempervirens), de Séquoia géants (Sequoiadendrin giganteum), de Pins de Norfolk (Araucaria heterophylla) ou encore d’Araucaria du Chili (Araucaria araucana) provenant des bases militaires ainsi que de la station d’immigration.
Les Cerfs hémione (Odocoileus hemionus) ont été réintroduits sur l’ile par l’armée en 1915 pour la chasse. En raison de l’absence de prédateurs, la population de cerfs a fortement augmenté, jusqu’à prendre le dessus sur l’ile dans son ensemble. La population de ces cerfs est aujourd’hui gérée annuellement par l’Agence des parcs nationaux Californiens ainsi que par le Fish and Game Department.
En 2002, le sommet du Mont Caroline Livermore, qui avait été aplati dans les années 1950 pour construire la zone de lancement du missile Nike ainsi que les installations de radars, a vu ses contours être redessinés, afin de retrouver son apparence originelle. Au cours de ce procédé, sa hauteur a augmenté de presque 5 mètres. La route permettant l’accès au côté Ouest de la montagne fut retirée, afin d’être remplacée par un sentier sinueux, accessible par le côté est.

### Incendie de 2008
Le 12 octobre 2008, autour de 21h, un incendie visible depuis la baie de San Francisco s’est déclenché sur Angel Island, s’étendant sur près de 40 hectares en l’espace d’une heure seulement. Le lendemain matin, aux alentours de 8h, le feu avait brûlé près de 100 hectares sur les 300 ha de l'île, soit un tiers de l'île.
Les pompiers arrivèrent en masse depuis le continent, accompagnés d’hélicoptères libérant des litres d’eau sur l’ile, afin d’essayer de protéger les bâtiments historiques et de mettre fin à l’incendie. Ce dernier fut entièrement éteint deux jours après, le 14 octobre 2008, vers 19h. Plus de 150 hectares furent ravagés, soit plus de la moitié de l’île. Aucune infrastructure ne fut touchée, si ce n’est un réservoir d’eau abandonné. L’incendie a brûlé plusieurs zones de pins de Monterey (Pinus radiata), qui furent restaurés avec des pins d'essence locale, en raison du constat que ceux-ci avaient mieux résisté au feu, le sol étant calciné mais les fûts d'arbre ayant survécu. Le principe des conifères est qu'ils résistent partiellement au gel et au feu grâce à leurs feuilles et graines solidifiés en pines.

## Accès
Pour accéder à l’ile, il faut emprunter le ferry depuis San Francisco, Tiburon ou Vallejo, ou s’y rendre à l’aide d’un bateau privé. Les seuls frais à payer sont ceux de l’admission au parc.
Des vélos peuvent être achetés sur le ferry ou bien loués durant les hautes saisons. Des scooters électriques, ainsi que des Segways sont également à disposition. Les rollers, les skateboards ou les Segways personnels sont interdits sur l’ile. Les chiens sont aussi interdits sur l’ile, ainsi que les feux de camp. Certaines parties de l’ile sont fermées aux visites nocturnes pour des raisons de sécurité.